# Вильшетиф
Вильшети́ф (фр. Villechétif) — коммуна во Франции, находится в регионе Шампань — Арденны. Департамент — Об. Входит в состав кантона Труа-1. Округ коммуны — Труа.
Код INSEE коммуны — 10412.
Коммуна расположена приблизительно в 145 км к юго-востоку от Парижа, в 75 км южнее Шалон-ан-Шампани, в 6 км к востоку от Труа.

## Население
Население коммуны на 2008 год составляло 831 человек.
| 1962 | 1968 | 1975 | 1982 | 1990 | 1999 | 2008 |
| ---- | ---- | ---- | ---- | ---- | ---- | ---- |
| 247  | 269  | 475  | 707  | 633  | 667  | 831  |

## Экономика
В 2007 году среди 508 человек в трудоспособном возрасте (15—64 лет) 376 были экономически активными, 132 — неактивными (показатель активности — 74,0 %, в 1999 году было 68,9 %). Из 376 активных работали 355 человек (184 мужчины и 171 женщина), безработных было 21 (9 мужчин и 12 женщин). Среди 132 неактивных 41 человек были учениками или студентами, 66 — пенсионерами, 25 были неактивными по другим причинам.